# Cratere Maxwell
Maxwell è un grande cratere lunare di 109,24 km situato nella parte nord-occidentale della faccia nascosta della Luna.